# سپاه لجستیک سلطنتی
سپاه لجستیک سلطنتی (انگلیسی: Royal Logistic Corps) سپاه تدارکات نظامی زیرمجموعه ارتش بریتانیا است، که در سال ۱۹۹۳ تأسیس شد. این یگان بزرگترین سپاه تحت امر نیروی زمینی بریتانیا است.